# Đuveč

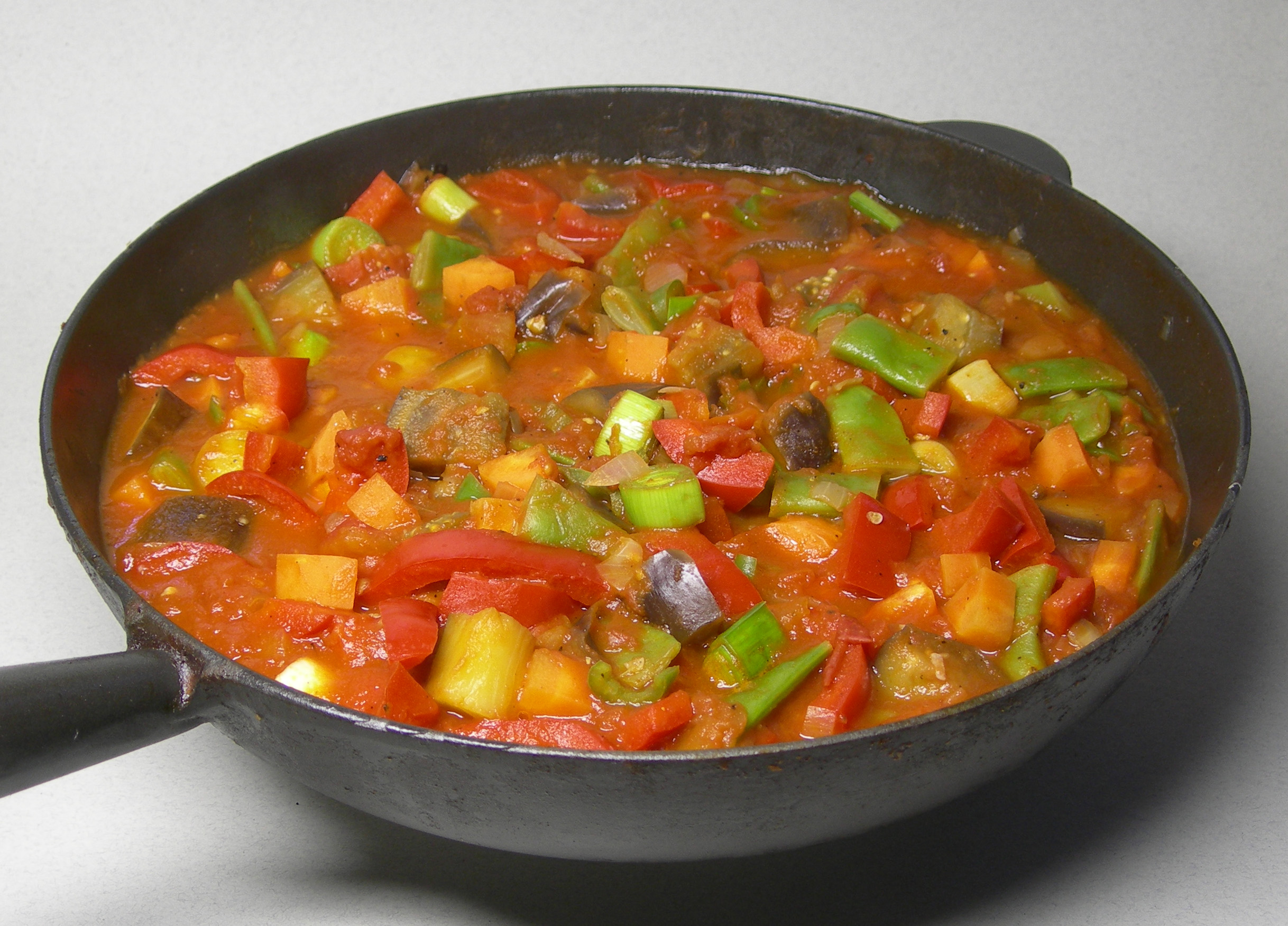
Đuveč.

El đuveč (serbio: Ђувеч, macedonio: Ѓувеч) o gyuvetch (búlgaro гювеч) es un estofado de ternera y verdura al horno búlgaro, macedonio y serbio parecido al ratatouille. El nombre procede de la palabra turca «güveç», ‘olla de barro’. El nombre del plato griego «giouvetsi» tiene el mismo origen etimológico.
El «đuveč» servio se hace con ternera, aceituna, tomate, hongos, arroz, cebolla, hierbas y especias y a menudo se sirve con una ensalada mixta de los Balcanes, una mezcla de berenjena asada, pimiento dulce, ajo, tomate y vinagre. Variantes del plato pueden tener también otras carnes y verduras. Entre las carnes se cuentan la de pollo, cerdo, cordero o incluso pescado (a veces puede omitirse la carne completamente), mientras las verduras pueden incluir cebolla, tomate, pimiento, calabacín, berenjena, guisante, patata, zanahoria, etcétera. El plato se condimenta con pimentón y ajedrea de jardín y otras hierbas, y puede cocinarse en sartén o en el horno.